# Ӥ
Ӥ (minuskule ӥ) je písmeno cyrilice. Je používáno pouze v udmurtštině. Jedná se o variantu písmena И. Na rozdíl od písmena И, písmeno Ӥ nezachycuje patalizaci předcházející hlásky.